# سيمون دير
سيمون دير (بالإنجليزية: Simon Dwyer)‏ هو لاعب دوري الرغبي أسترالي، ولد في 12 يناير 1989 في سيدني في أستراليا.